# Il corsaro (Verdi)
Il corsaro è un melodramma tragico in tre atti e sette quadri di Giuseppe Verdi su libretto di Francesco Maria Piave tratto dall'omonima novella in versi di George Byron. L'opera debuttò al Teatro Grande di Trieste il 25 ottobre 1848.
Verdi però, in rotta con il proprio editore Francesco Lucca, perse entusiasmo per quell'opera ormai finita e forse già pensava alla composizione di Luisa Miller, tant'è che disertò la prima rappresentazione al Teatro Grande, non dirigendo dopo anni una sua prima rappresentazione.

## Trama
Il dramma si svolge agli inizi del XIX secolo.

### Atto I

#### Quadro I
Nave al largo dell'Isola dei Corsari
Corrado, corsaro in esilio in un'isola dell'Egeo, narra le sue sventure: egli è infatti un nobiluomo decaduto e costretto a darsi alla pirateria per un misfatto ignoto; non ha tuttavia perso il senso dell'onore, e spera di trovare riscatto sconfiggendo con un attacco a sorpresa l'odiato Seid, pascià della città di Corone, in Turchia. L'uomo raduna i suoi uomini e li incoraggia a combattere valorosamente.

#### Quadro II
Torre di Medora
Medora, compagna di Corrado, canta una struggente canzone accompagnandosi con l'arpa, riflettendo sulle proprie sventure e sulle preoccupazioni che la vita del marito le comporta. Sopraggiunge Corrado per annunciarle la sua partenza; Medora lo supplica di rinunciare all'impresa, poiché ha avuto un oscuro presagio: ella teme infatti di morire prima che il marito ritorni. Corrado non le dà ascolto e si imbarca verso Corone.

### Atto II

#### Quadro I
L'harem del palazzo di Corone
Eunuchi e odalische sono in fermento per una festa che Seid, sicuro di vincere, ha indetto per celebrare la futura e definitiva sconfitta dei corsari; molte ancelle si occupano della vestizione di Gulnàra, la schiava favorita di Seid, portandole ori e gioielli da lui donatile nel tentativo di ingraziarsela; la donna ha però in odio Seid, reo di averle tolto la libertà, e giura di morire piuttosto che cedere alla sua corte.

#### Quadro II
Sala del trono del palazzo di Corone
La festa ha inizio. Tra balli e canti si presenta un derviscio, che racconta di essere fuggito dalla prigionia dei corsari e domanda ospitalità. Seid acconsente di buon grado e lascia che l'uomo entri a palazzo; il derviscio si rivela però Corrado sotto mentite spoglie: infiltratosi nel palazzo, dà accesso ai suoi uomini e ordina loro di dare battaglia ai turchi. La vittoria sembra inizialmente arridere ai corsari, ma quando un incendio divampa nell'harem Corrado comanda ai suoi uomini di smettere di combattere per aiutare Gulnàra e le altre donne a mettersi in salvo. Questo gesto onorevole causa però la sconfitta dei corsari: Corrado viene fatto prigioniero e condannato alla tortura, nonostante Seid riconosca la nobiltà del suo animo; Gulnàra si innamora a prima vista dell'uomo che ha tentato di salvarla.

### Atto III

#### Quadro I
Stanze del pascià Seid
Seid, vittorioso per l'incarcerazione di Corrado, viene colto da un improvviso timore: ha infatti notato l'infatuazione di Gulnàra per il suo nemico, e comprende che per questo ella non sarà mai sua. Convoca allora la schiava e le chiede quale sorte riservare al corsaro: ella tenta di convincerlo a lasciarlo in vita. Questo conferma l'intuizione di Seid, che per vendetta ordina l'immediata esecuzione di Corrado; Gulnàra giura a sua volta di rivalersi contro il pascià.

#### Quadro II
Segrete del palazzo
Sfinito dalla prigionia e dalle torture, Corrado ripensa con dolore a Medora, e piange la sorte che le toccherà. Arriva Gulnàra, che lo libera dai ceppi, gli dichiara il proprio amore e suggerisce un piano: ella si introdurrà nelle stanze di Seid e gli consentirà di entrarvi per ammazzarlo; in seguito fuggiranno insieme. Il corsaro rifiuta però di prendere parte a un piano così vile, e le rivela inoltre di avere già una donna, Medora. Gulnàra è sconvolta, ma decide di attuare ugualmente il piano: durante un'improvvisa tempesta, uccide personalmente Seid e se ne assume tutta la colpa. Tornata da Corrado lo libera, e l'uomo le assicura la propria protezione. I due fuggono insieme verso l'Isola dei Corsari.

#### Quadro III
Spiaggia dell'Isola dei Corsari
I corsari superstiti si radunano sulla spiaggia, sconsolati; Medora domanda loro quale sorte sia toccata a Corrado: non ottenendo risposta intuisce che sia morto, e decide di suicidarsi bevendo un potente veleno. Subito dopo arriva la nave che riporta all'Isola Corrado: il corsaro riabbraccia sua moglie, ma ella inizia ad agonizzare. Medora fa in tempo a ringraziare Gulnàra di aver salvato il suo amato, prima di spirare; Corrado, sconvolto, ignora le preghiere di Gulnàra e si toglie la vita gettandosi da un'alta rupe.

## Analisi e rappresentazioni
Il corsaro è solitamente considerata un'opera minore di Verdi, ed è poco rappresentata.
Pregi dell'opera sono le arie e i finali del II atto (con il concertato operistico per soli, coro e orchestra).
I suoi difetti si possono ricondurre alla squilibrata architettura narrativa, e quindi musicale, dovuta sia al libretto (che pure aveva appassionato Verdi all'inizio) sia al fatto che, durante la composizione, Verdi stesso si interessò ad un nuovo testo (quello della Luisa Miller) che, probabilmente, si confaceva di più alla sua nuova fase espressiva.
Il curioso destino di quest'opera continuò con la seconda rappresentazione, tenutasi ben 115 anni dopo e organizzata da Franco Ferrara in seno alle "Vacanze Musicali Veneziane" in forma di concerto, all'aperto, nel cortile di Palazzo Ducale, il 31 agosto 1963, con le voci di Maria Battinelli (Medora), Virginia Denotaristefani (Gulnàra), Aldo Bottion (Corrado) e Silvano Carroli (Seid), sotto la direzione del polacco Piotr Wolny.
La sera dell'unica rappresentazione a Battinelli mancò la voce, sicché, non essendo stati previsti i sostituti, sul finire del terzo atto il maestro Wolny dovette fermare l'esecuzione, non solo perché Battinelli ormai non era in grado di proseguire, ma anche perché al pizzicato dei violini ("Oh mio Corrado appressati") si sovrapposero i dodici rintocchi del campanile di San Marco che era stato bloccato solo fino alle 23:30. Ne seguì un pandemonio generale fra le violente proteste del pubblico, la fuga degli orchestrali e degli artisti e l'intervento dei carabinieri. Di questa sfortunata rappresentazione, la Rai aveva effettuato la registrazione la sera precedente al Teatro La Fenice, e fu in seguito regolarmente trasmessa.
Dopo pochi anni, Il corsaro fu riproposto in eccellenti edizioni, fra cui spicca quella andata in scena il 9 settembre 1980 al Teatro dell'Opera del Casinò di Sanremo sotto la direzione di Maurizio Rinaldi e la regia di Franca Valeri; dal 2004 ad oggi una edizione di riferimento per la regia è l'allestimento firmato da Lamberto Puggelli con scene di Marco Capuana e Costumi di Vera Marzot coprodotto dal Teatro Regio di Parma e il Teatro Carlo Felice di Genova.

## La prima
Gli interpreti e gli artisti coinvolti nella prima furono i seguenti:

| Personaggio                           | Interprete                     |
| ------------------------------------- | ------------------------------ |
| Corrado                               | Gaetano Fraschini              |
| Medora                                | Carolina Rapazzini             |
| Seid                                  | Achille De Bassini             |
| Gulnara                               | Marianna Barbieri-Nini         |
| Giovanni                              | Giovanni Volpini               |
| Selimo                                | Giovanni Petrovich             |
| Eunuco                                | Francesco Cucchiari            |
| Schiavo                               | Stefano Albanassich            |
| Scene                                 | Pietro Pupilli                 |
| Figurini                              | Damore                         |
| Maestro del coro                      | Francesco Desirò               |
| Maestro al cembalo                    | Luigi Ricci                    |
| Primo violino e direttore d'orchestra | Giuseppe Alessandro Scaramelli |

## Brani famosi
- Tutto parea sorridere, Corrado (Atto I);
- Non so le tetre immagini, Medora (atto I);
- Vola talor dal carcere, Gulnara (atto II);
- Il fiero corsaro è mio prigione!, Seid (atto III);
- Eccomi prigioniero!, Corrado (atto III).
- Oh mio Corrado appressati, Medora e terzetto finale (atto III).

## Numeri musicali

### Atto I
- 1 Preludio
- 2 Coro, Scena e Aria di Corrado
  - Coro Come liberi volano i venti (Corsari) Scena I-II
  - Scena Ah sì, ben dite... guerra... (Corrado) Scena II
  - Aria Tutto parea sorridere (Corrado) Scena II
  - Tempo di mezzo Della brezza col favore (Giovanni, Corrado, Coro) Scena III
  - Cabaletta Sì: de' corsari il fulmine (Corrado, Giovanni, Coro) Scena III
- 3 Romanza di Medora
  - Recitativo Egli non riede ancora! (Medora) Scena IV
  - Romanza Non so le tetre immagini (Medora) Scena IV
- 4 Scena e Duetto di Medora e Corrado
  - Scena È pur mesto, o Medora, il canto tuo! (Corrado, Medora) Scena V
  - Duetto No, tu non sai comprendere (Medora, Corrado) Scena V
  - Tempo di mezzo Ma l'ora avanza celere... (Corrado, Medora) Scena V
  - Cabaletta Tornerai, ma forse spenta (Medora, Corrado, Coro) Scena V

### Atto II
- 5 Coro
  - Coro Oh qual perenne gaudio t'aspetta (Odalische) Scena I
- 6 Cavatina di Gulnara
  - Recitativo Né sulla terra creatura alcuna (Gulnara) Scena I
  - Cavatina Vola talor dal carcere (Gulnara) Scena I
  - Tempo di mezzo Seide celebra con gioia e festa (Eunuco, Gulnara) Scena II
  - Cabaletta Ah conforto è sol la speme (Gulnara, Coro) Scena II
- 7 Coro e Inno di Seid
  - Coro Sol grida di festa (Soldati e duci Musulmani) Scena III
  - Recitativo O prodi miei, sorgete (Seid) Scena IV
  - Inno Salve, Allah!... tutta quanta la terra (Seid, Coro) Scena IV
- 8 Recitativo e Duettino di Corrado e Seid
  - Recitativo Giunge un Dervis fuggito alle catene (Schiavo, Seid, Corrado) Scena V-VI
  - Duettino Di': que' ribaldi fremono (Seid, Corrado) Scena VI
- 9 Finale II
  - Recitativo Resta ancora. - Signore... (Seid, Corrado) Scena VI
  - Scena Ma qual luce diffondesi intorno? (Seid, Corrado, Gulnara, Coro) Scena VI-VII-VIII-IX
  - Andante Audace cotanto mostrarti pur sai? (Seid, Corrado, Gulnara, Giovanni, Coro) Scena IX
  - Tempo di mezzo Signor, trafitti giacciono (Selimo, Seid, Corrado) Scena X
  - Stretta del Finale Sì, morrai di morte atroce (Seid, Gulnara, Corrado, Giovanni, Coro) Scena X

### Atto III
- 10 Recitativo e Aria di Seid
  - Recitativo Il fier corsaro alfine è mio prigione! (Seid) Scena I
  - Aria Cento leggiadre vergini (Seid) Scena I
  - Tempo di mezzo Ma pria togliam dall'anima (Seid, Selimo) Scena I-II
  - Cabaletta S'avvicina il tuo momento (Selimo) Scena III
- 11 Duetto di Gulnara e Seid
  - Scena Eccola!... fingasi (Seid, Gulnara) Scena III-IV
  - Duetto Vieni, Gulnara! (Seid, Gulnara) Scena IV
  - Tempo di mezzo Signor, che ascolto! (Gulnara, Seid) Scena IV
  - Cabaletta Sia l'istante maledetto (Seid, Gulnara) Scena IV
- 12 Scena e Duetto di Gulnara e Corrado
  - Recitativo Eccomi prigioniero! (Corrado, Gulnara) Scena V-VI
  - Duetto Seid la vuole: inutili (Gulnara, Corrado) Scena VI
  - Tempo di mezzo Di seguirmi tu dunque disdegni? (Gulnara, Corrado) Scena VI-VII-VIII
  - Cabaletta La terra, il ciel m'abborrino (Gulnara, Corrado) Scena VIII
- 13 Finale ultimo
  - Scena Voi tacete... io non oso (Medora, Ancelle, Corrado, Gulnara, Coro) Scena IX-X
  - Terzetto  Per me infelice vedi costei (Corrado, Medora, Gulnara, Coro) Scena X
  - Aria e finale  Oh, mio Corrado appressati (Medora, Corrado, Gulnara, Coro) Scena X

## Discografia
| Anno | Cast (Corrado, Gulnara, Medora, Seid)                                       | Direttore         |
| ---- | --------------------------------------------------------------------------- | ----------------- |
| 1971 | Giorgio Casellato Lamberti, Ángeles Gulin, Katia Ricciarelli, Renato Bruson | Jesús López Cobos |
| 1975 | José Carreras, Montserrat Caballé, Jessye Norman, Gianpiero Mastromei       | Lamberto Gardelli |
| 1996 | José Cura, Maria Dragoni, Barbara Frittoli, Roberto Frontali                | Evelino Pidò      |
| 2004 | Zvetan Mihailov, Adriana Damato, Michela Sburlati, Renato Bruson            | Renato Palumbo    |